# Coasta Henții
Coasta Henții falu Romániában, Fehér megyében.

## Fekvése
Abrudkerpenyes közelében fekvő település.

## Története
Coasta Henţii korábban Abrudkerpenyes része volt, 1956 körül vált külön 156 lakossal.
1966-ban 150, 1977-ben 164, 1992-ben 141, 2002-ben pedig 113 román lakosa volt.